# Кромкач абісинський
Кромкач абісинський (Bucorvus abyssinicus) — вид птахів-носорогів підродини кромкачних (Bucorvinae).

## Поширення
Вид поширений в Західній, Центральній та Східній Африці від Мавританії до Кенії та Сомалі. Мешкає у сухих саванах та відкритих лісах. Уникає густих джунглів та непрохідних боліт.

## Опис

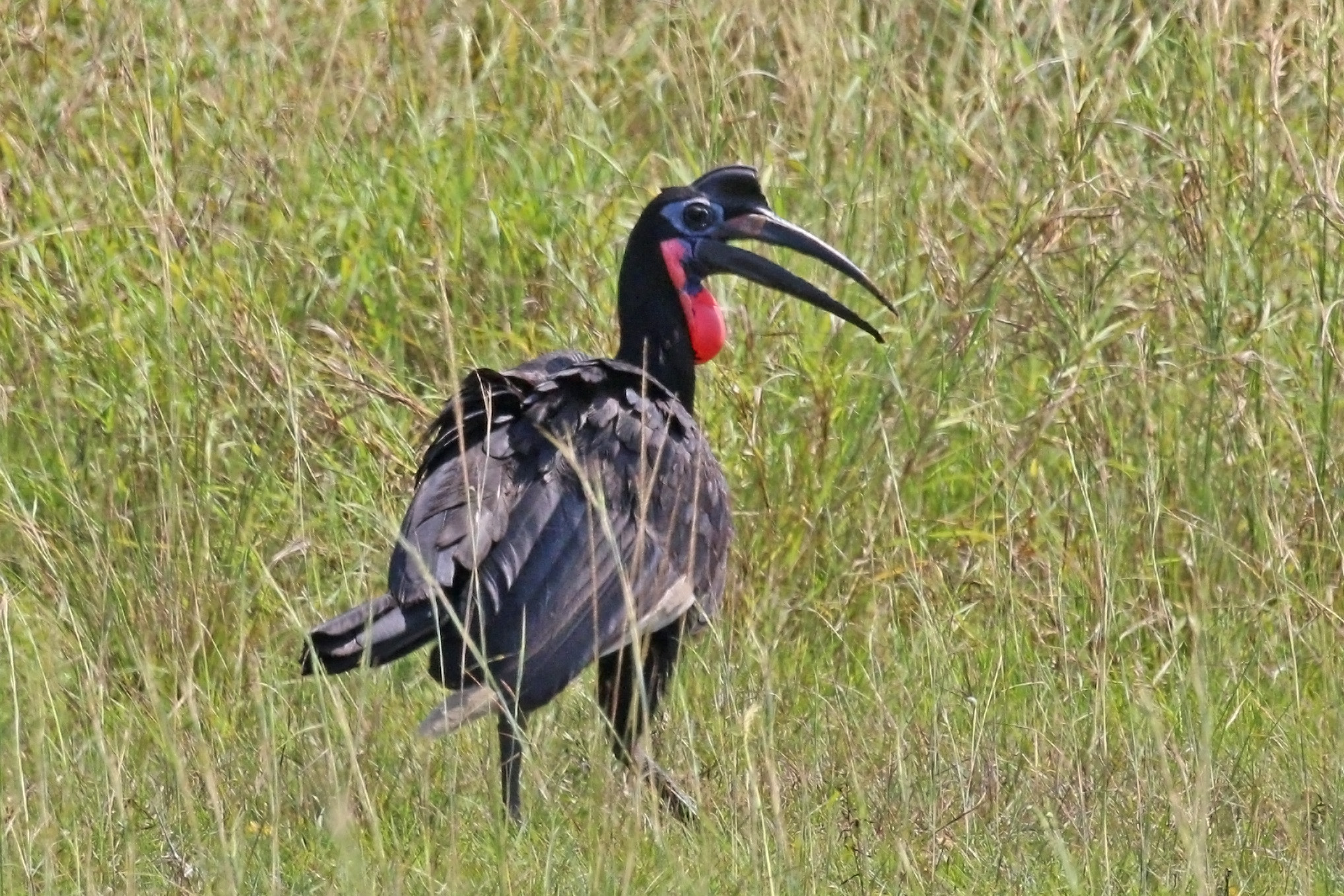
Самець кромкача абісинського

Досить великий птах. Тіло завдовжки 90-110 см, вага — до 4 кг. Оперення чорного забарвлення. Першорядні махові пера білого кольору. У самців навколо очей гола ділянка шкіри синього кольору, а горловий надувний мішок — червоного. Дзьоб масивний і довгий, чорного кольору. Біля основи дзьоба червона пляма. Над дзьобом розташований чорний ріг. Самиця схожа на самця, але меншого розміру і горловий мішок синього кольору.

## Спосіб життя
Кромкач абісинський живе сімейними групами з 4-8 особин. Кожна група складається з пари, що розмножується і її різновікового потомства, що виконує роль гніздових помічників. У раціон входять комахи, земноводні, плазуни, дрібні ссавці.
Моногамний вид. Сезон розмноження залежить від ареалу: в Західній Африці він припадає на червень-серпень, в Нігерії та Уганді — на січень, в Кенії — на кінець листопада. Гніздо будує у дуплах дерев (переважно баобабів) або в ущелинах скель. Самиця відкладає одне або два яйця протягом приблизно п'яти днів. Яйця круглі, білі, невеликих розмірів, з шорсткою шкаралупою. Насиджування триває 37-41 день, протягом якого самці приносять їжу. Зазвичай виживає лише одне пташеня. Воно залишається в дуплі до 3 місяців, догодовування триває ще протягом 8-9 місяців. Молоді особини залишаються зі своїми батьками до трирічного віку.

## Галерея

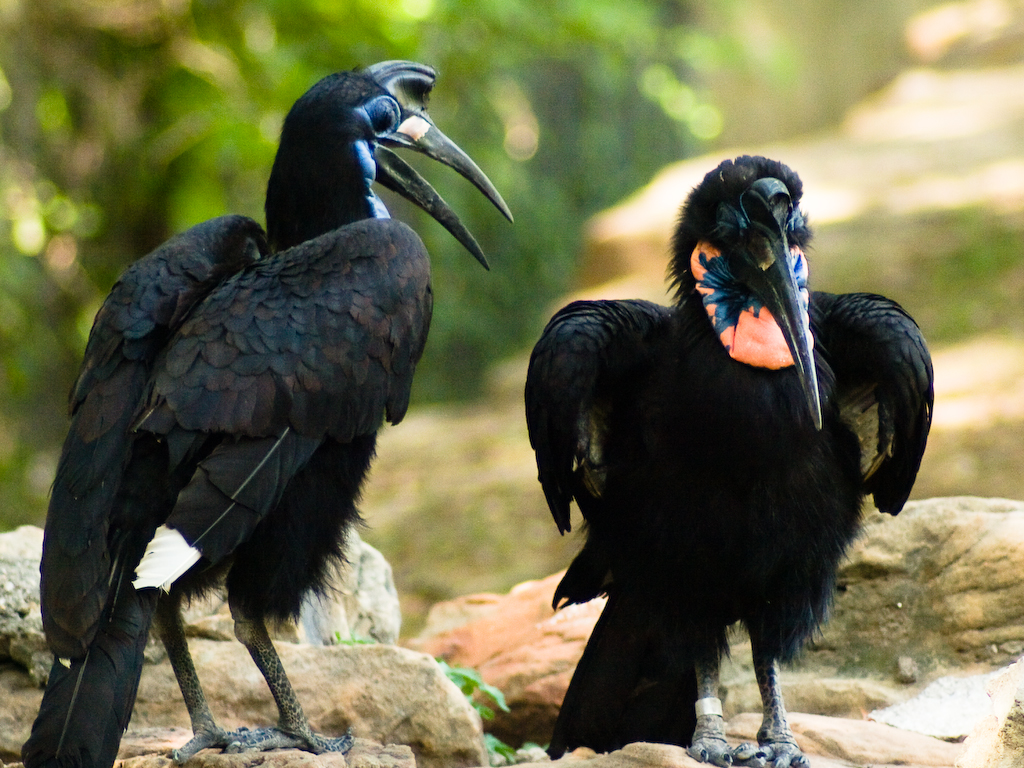
Кромкач абісинський, самець і самиця
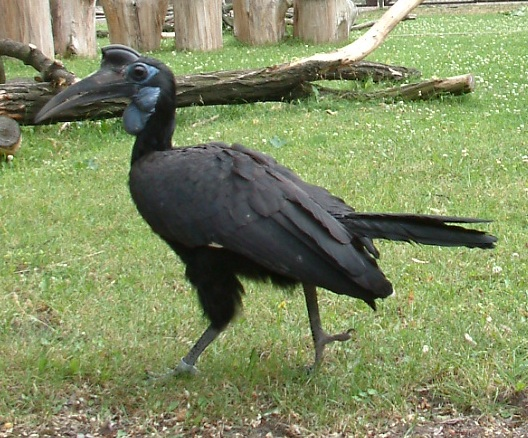
Кромкач абісинський, самиця
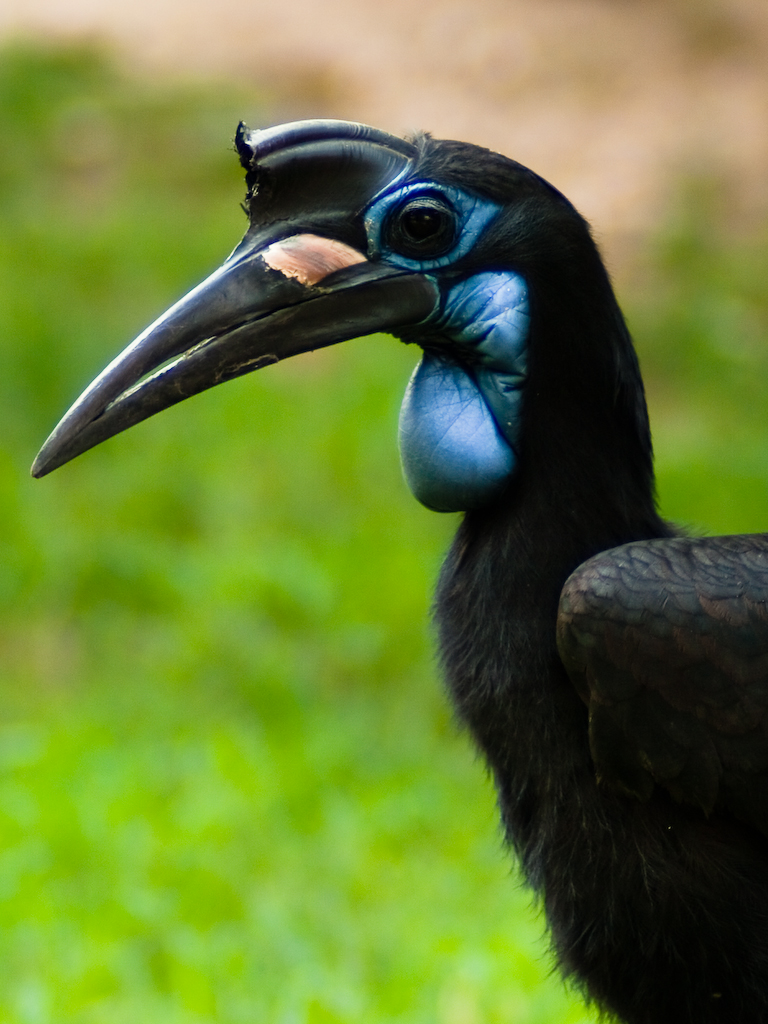
Кромкач абісинський, самиця
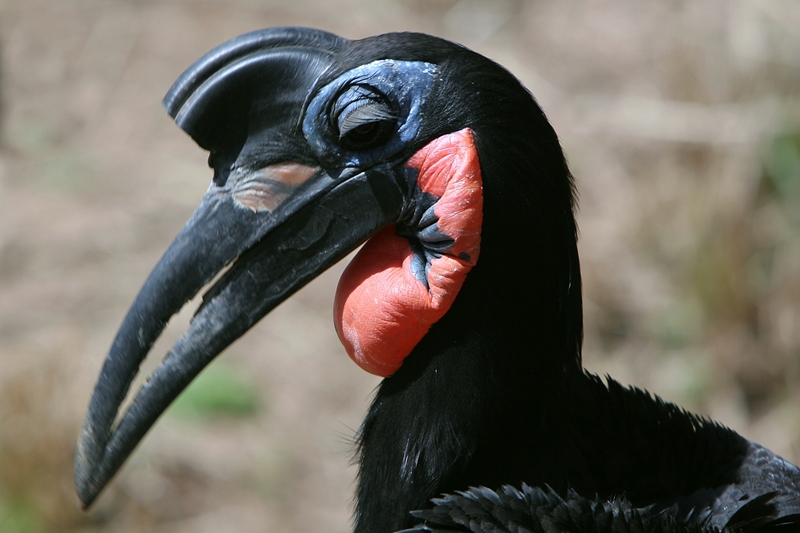
Кромкач абісинський, самець
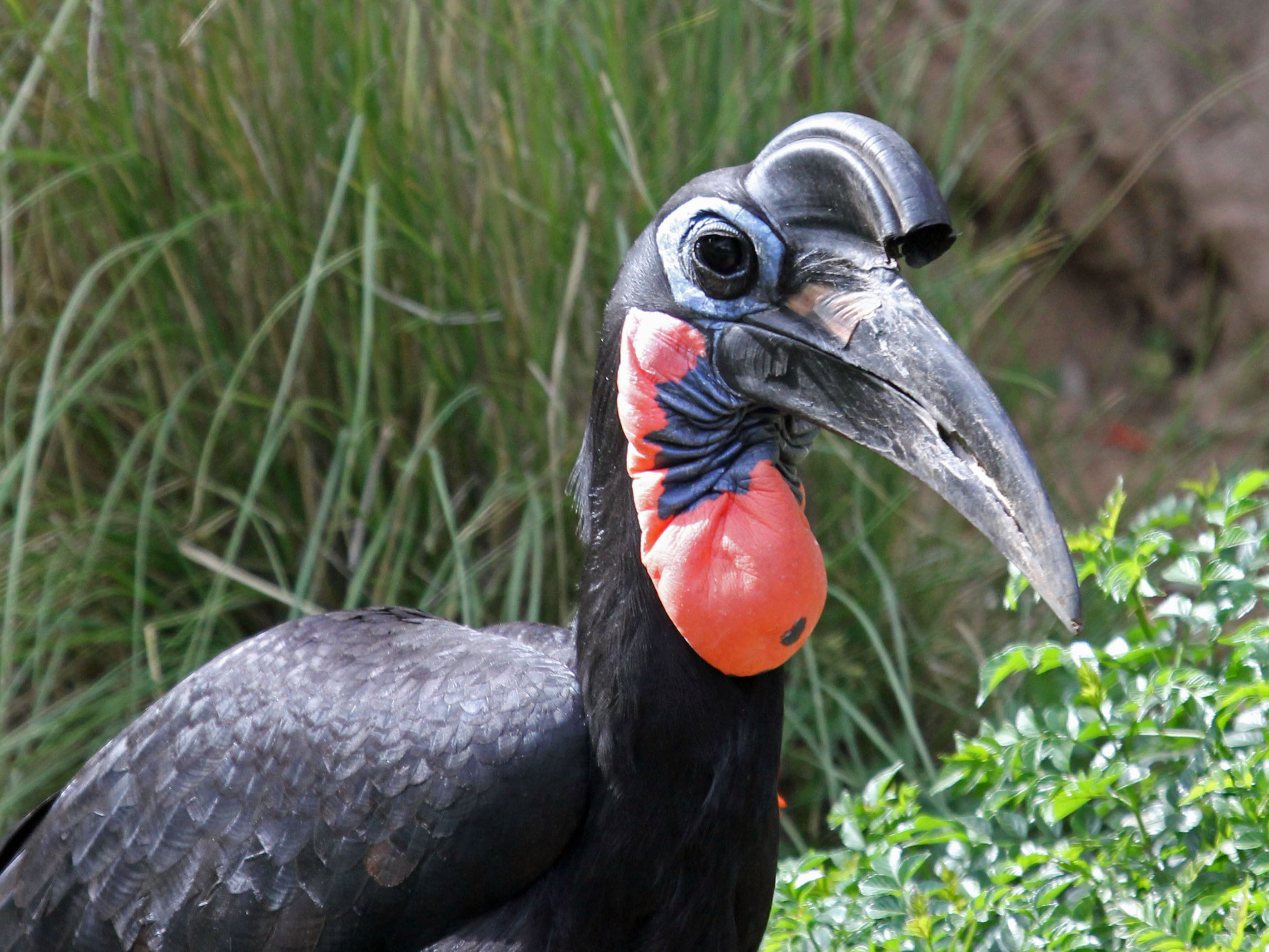
Кромкач абісинський, самець
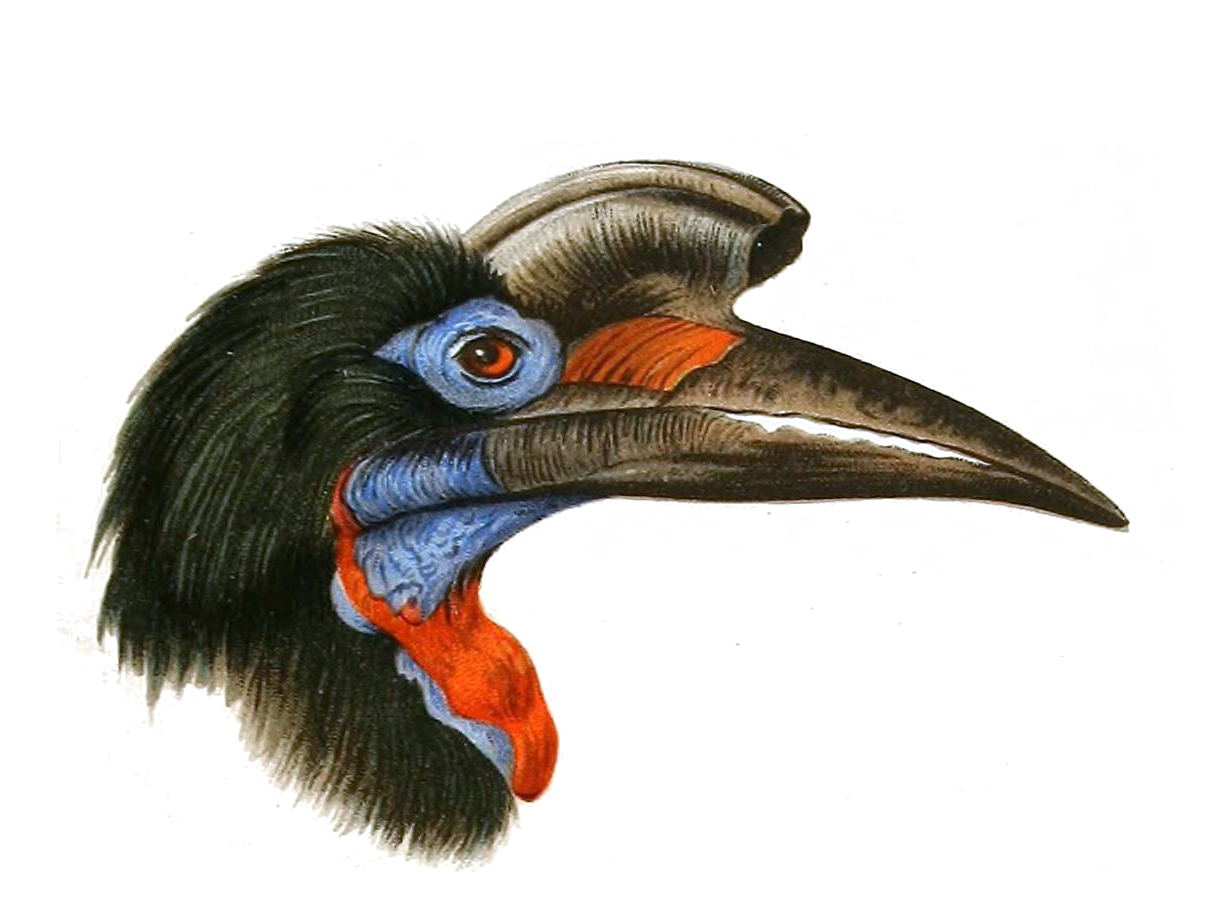
Кромкач абісинський, самець
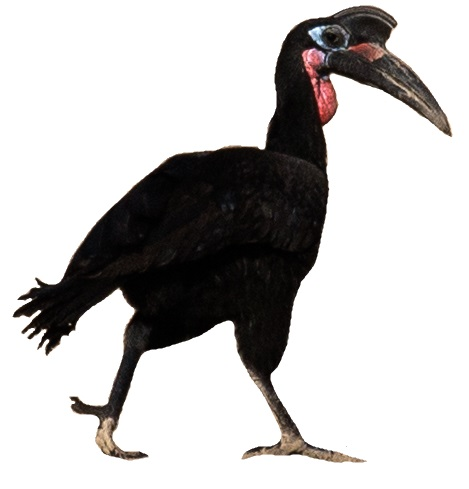
Кромкач абісинський, самець
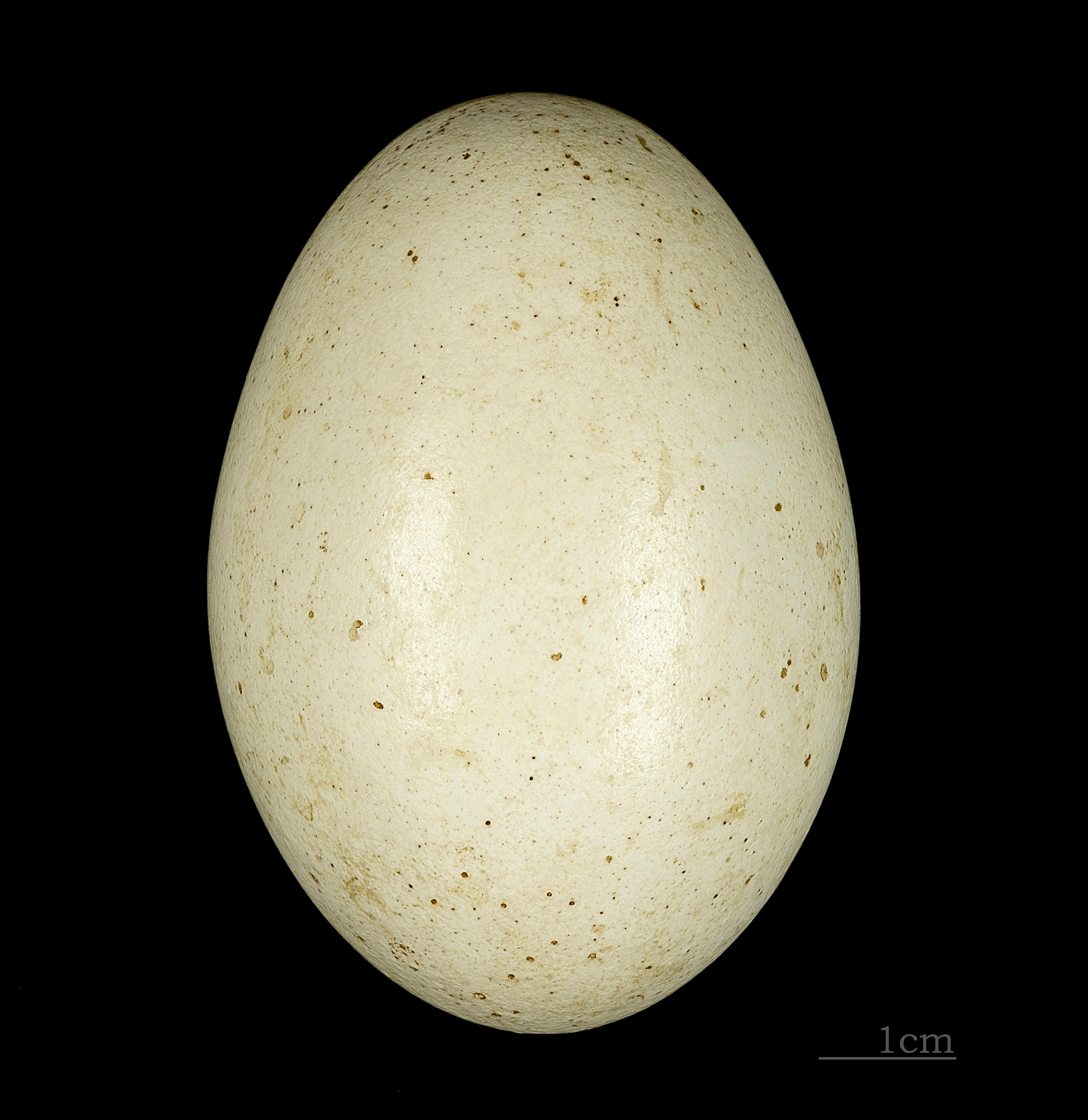
Кромкач абісинський, яйце